# Pelargoderus sijthoffi
Pelargoderus sijthoffi är en skalbaggsart som beskrevs av Conrad Ritsema 1901. Pelargoderus sijthoffi ingår i släktet Pelargoderus och familjen långhorningar. Inga underarter finns listade i Catalogue of Life.